# 开放杂志
《開放雜誌》是一份香港政论杂志，创刊于1987年1月，初名《解放月報》。社長哈公（許國）、總編輯金鐘（冉茂華）、顧問許行。1987年6月哈公病逝，雜誌由金鐘主持，1990年1月改名《開放雜誌》。1992年5月雜誌被地產商劉鑾雄收購；1993年年中劉鑾雄決定將雜誌停刊，金鐘重新注冊再辦《開放》。2014年12月宣布「暫停印刷出版」，轉而發展《開放網》。
《開放雜誌》以報導評論中國大陸、台灣、香港的政治發展為重心，主張中國的新聞自由、政治民主化。撰稿人包括在海外的中國民運人士及學者。2000年來連獲香港外國記者會、香港記者協會與國際特赦組織香港分會的“人權新聞獎”。2005年，李敖為該雜誌100期題字。
該雜誌同時經營開放出版社（Open Books），曾出版不少政治、歷史類書籍，如《毛澤東：鮮為人知的故事》、《趙紫陽軟禁中的談話》、《紅朝宰相》、《文革受難者》、《共產中國五十年》、《林昭之死》、《零八憲章》、《中國教父習近平》等。